# M6 (телеканал)
«M6» (/ɛm sis/; выпускается компанией «M6 Métropole Télévision») — французский частный телеканал.

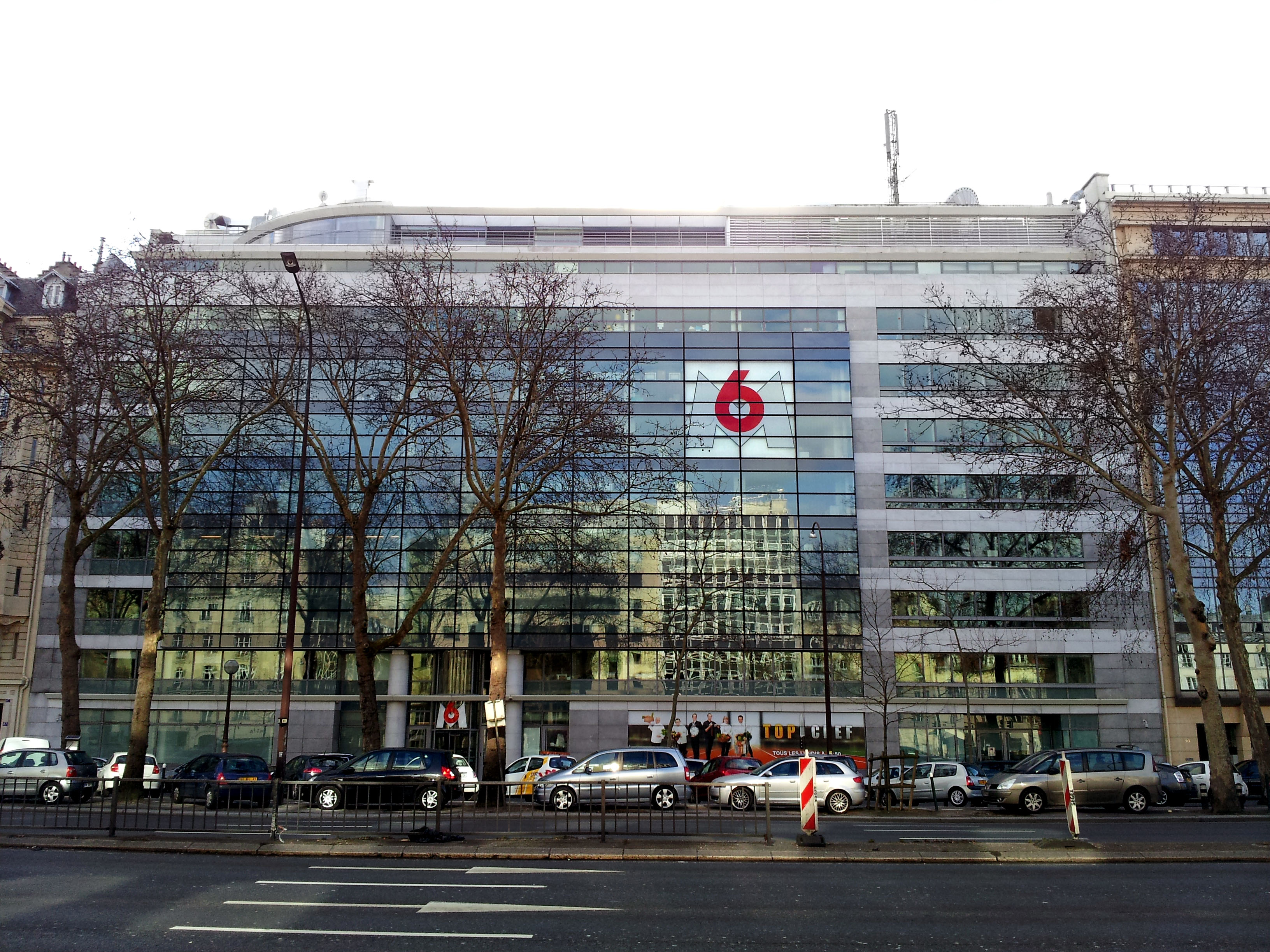
Здание телецентра М6 расположенный по адресу проспект Шарля де Голля 89, Нёйи-сюр-Сен в верхней де-Сен

## Аудитория
Телеканал не имеет узкой тематической направленности и рассчитан на самую широкую аудиторию.
По итогам 2011 года канал вышел на 3-е место по популярности во Франции, отодвинув «France 3» на четвёртую позицию.  Доля «M6» во времени, проведённом французами у телевизора в 2011 году, составила 10,8%, уступив только «TF1» с 23,7% и «France 2» с 14,9%.

## История
Канал был основан люксембургским медиахолдингом «RTL Group», уже присутствовавшим во французском радиоэфире в лице радиостанции «RTL» (до 1966 года «Радио Люксембург») и в середине 1980-х годов искавшим возможности вклиниться и в телевизионный.
«M6» начал вещание 1 марта 1987 года в 11:15 CET на шестом эфирном канале, сменив на данной частоте музыкальный телеканал «TV6».

## Организация
С 1987 года вокруг телевизионного канала «M6» начала расти медиагруппа, которая теперь носит название «Le Groupe M6». В настоящее время в группу входят такие телеканалы, как цифровые эфирные «W9», «6ter», «Paris Première» и цифровые кабельные «Téva», «TF6», «Série Club», «M6 Music», «M6 Music Black», «M6 Music Club», «Girondins TV», «M6 Boutique & Co».